# Cofre (mueble)

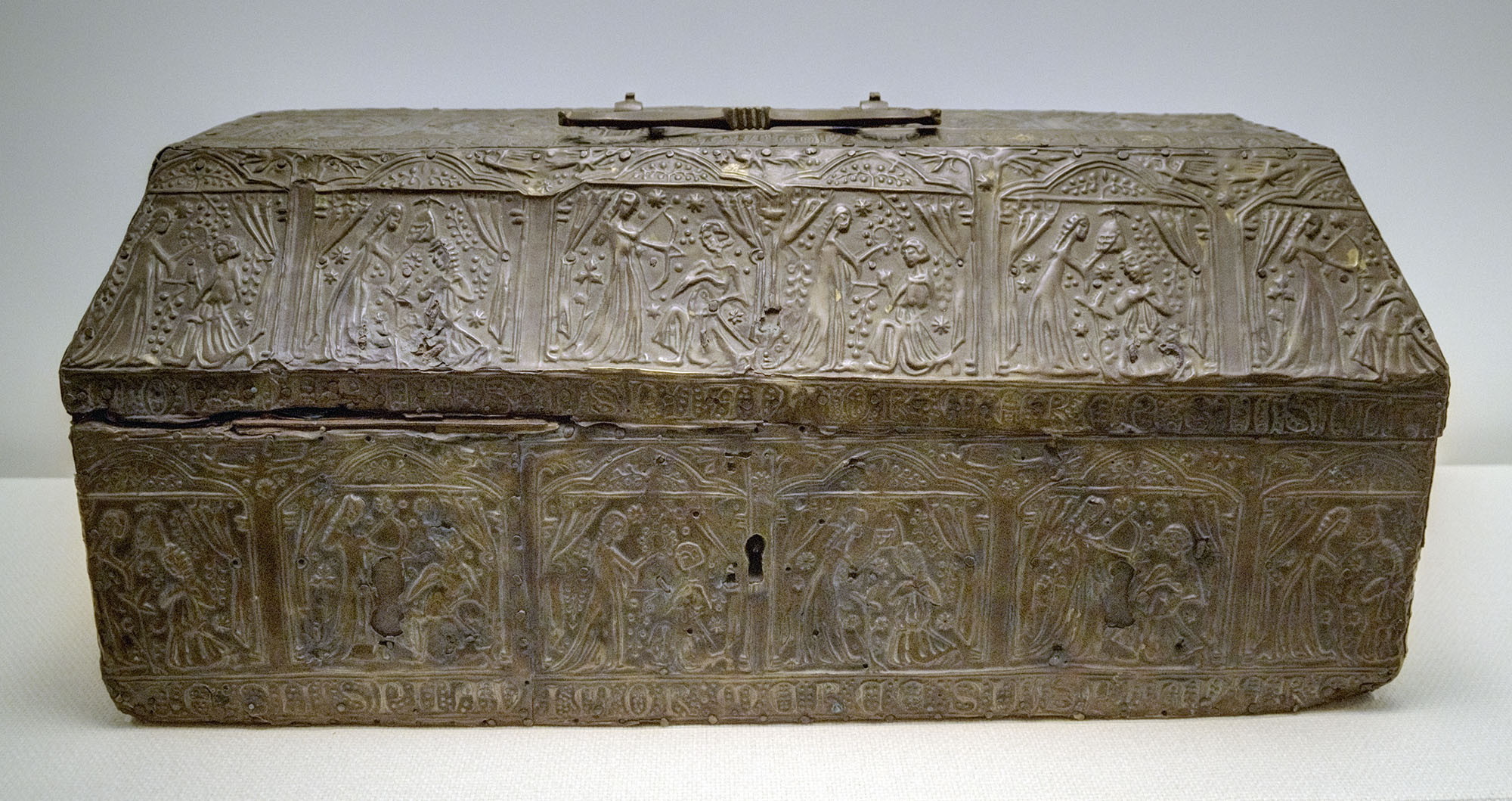
Cofre en madera con cobre repujado del o (British Museum)

Se llama cofre a una caja resistente con cerradura destinada a guardar objetos de valor.
Los cofrecillos son cofres pequeños ejecutados o decorados en o con materias preciosas como maderas odoríferas, metales cincelados, oro, plata, esmaltes, pedrerías, etc. Merece la pena citar como ejemplo el cofre llamado arqueta de san Luis y la encantadora arqueta de Catalina de Medicis, las dos localizadas en el Museo del Louvre. 
En la Edad Media y en la época del Renacimiento se fabricaban también cofrecillos en hierro cuyas paredes caladas dejaban ver cueros o telas de colores diversos. 